# Hurricane (Serbisk band)
 For alternative betydninger, se Hurricane. (Se også artikler, som begynder med Hurricane)
Hurricane er et serbisk band. Bandet skulle have repræsenteret Serbien ved Eurovision Song Contest 2020 med sangen "Hasta La Vista". Eurovision Song Contest 2020 blev imidlertid aflyst på grund af COVID-19-pandemien.